# Герб комуни Нюбру
Герб комуни Нюбру (швед. Nybro kommunvapen) — символ шведської адміністративно-територіальної одиниці місцевого самоврядування комуни Нюбру.

## Історія
Герб міста Нибру отримав королівське затвердження 1932 року.
Після адміністративно-територіальної реформи, проведеної у Швеції на початку 1970-х років, муніципальні герби стали використовуватися лишень комунами. Цей герб був перебраний для нової комуни Нюбру.
Герб комуни офіційно зареєстровано 1974 року.

## Опис (блазон)
У золотому полі червоний мурований міст, над яким два чорні арбалети з червоними наконечниками стріл, спрямовані вгору.

## Зміст
Міст вказує на назву міста, яку виводять від побудованого тут у XVIII ст. нового моста. Арбалет походить з печатки гераду (територіальної сотні) Седра-Мерес з 1568 року.